# Jean Panisse
Pour les articles homonymes, voir Panisse (homonymie).

Jean Panisse, ou Panisse, est un acteur français, né le 17 mars 1928 à Marseille et mort dans la même ville le 1er janvier 2021.

## Biographie
Il meurt le 1er janvier 2021 à Marseille des suites de la Covid-19, à l'âge de 92 ans.

## Filmographie
- 1952 :
  - Manon des sources de Marcel Pagnol : Eliacin
  - Les Révoltés du Danaé de Georges Péclet
  - Le Club des 400 coups de Jacques Daroy
- 1953 :
  - Carnaval d'Henri Verneuil : Bacaral, un client
  - La Route Napoléon  de Jean Delannoy : Laurent
  - Tabor de Georges Peclet
  - Un acte d'amour d'Anatole Litvak
- 1954 :
  - La Caraque blonde de Jacqueline Audry
- 1955 :
  - Port du désir d'Edmond T. Gréville : un homme du "Goéland"
  - Trois de la Canebiere de Maurice de Canonge : Banaste
  - Le Couteau sous la gorge de Jacques Séverac : le patron du 'Café des docks' (non crédité)
- 1956 :
  - Le Cas du docteur Laurent de Jean-Paul Le Chanois : l'homme au poulain
  - L'Eau vive de François Villiers : Casimir, le boucher
- 1959 :
  - Mademoiselle Ange (Ein Engel auf Erden) de Géza von Radványi : le pompiste
- 1961 :
  - Fanny de Joshua Logan : un passant (non crédité)
- 1962 :
  - L'Abominable Homme des douanes de Marc Allégret : un pêcheur
- 1963 :
  - Le Roi du village d'Henri Gruel
  - La Bande à Bobo de Tony Saytor
- 1964 :
  - Le Gendarme de Saint-Tropez de Jean Girault : un bistrot de Saint-Tropez
  - L'Homme de Rio de Philippe de Broca
  - Das haus auf dem Hugel (Le Hibou chasse la nuit ) de Werner Klingler
- 1966 :
  - Ne nous fâchons pas (le ferrailleur) de Georges Lautner : le ferrailleur (non crédité)
- 1967 :
  - Fleur d'oseille de Georges Lautner : le pompiste
  - Les Jeunes Loups de Marcel Carné
  - Le Curé de Cucugnan de Marcel Pagnol : le meunier
- 1968 :
  - Sous le signe de Monte-Cristo d'André Hunebelle : le chasseur
- 1969 :
  - Le Bourgeois gentil mec de Raoul André
  - La Honte de la famille de Richard Balducci : Ze
- 1970 :
  - Borsalino de Jacques Deray : René
- 1971 :
  - Sur un arbre perché de Serge Korber : le brigadier
  - Les Assassins de l'ordre de Marcel Carné : le pompiste (non crédité)
- 1972 :
  - Il était une fois un flic de Georges Lautner
  - Trop jolies pour être honnêtes de Richard Balducci : l'homme qui aide Martine
- 1973 :
  - La Nuit américaine de François Truffaut : Bit part
- 1975 :
  - L'Intrépide de Jean Girault
  - Le Gitan de José Giovanni
- 1976 :
  - Les Grands Moyens de Hubert Cornfield : Barnabé Conségude
- 1978 :
  - Les bidasses en vadrouille de Christian Caza et Michel Ardan : le laveur de voitures
  - L'Ange gardien de Jacques Fournier
  - Ils sont grands, ces petits de Joël Santoni : l'inspecteur Henri
- 1979 :
  - Le Temps des vacances de Claude Vital : le patron du bistrot
  - Charles et Lucie de Nelly Kaplan : le patron du café
- 1981 :
  - L'Ombre rouge de Jean-Louis Comolli : le cafetier
- 1982 :
  - Le Gendarme et les Gendarmettes de Jean Girault
- 1983 :
  - On l'appelle catastrophe de Richard Balducci : le gros terroriste
- 1984 :
  - Joyeuses Pâques de Georges Lautner : le livreur
- 1987 :
  - Doux amer de Franck Apprederis
- 1989 :
  - Les Cinq Dernières Minutes, épisode La mort aux truffes, réalisation Maurice Frydland (série TV)
- 1990 :
  - Plein fer de Josée Dayan
- 1991 :
  - Mayrig d'Henri Verneuil
- 2004-2005 :
  - Plus belle la vie (saison 1) de Hubert Besson et Michelle Podroznik (série TV, France 3) : Titi le bouliste